# Lijst van oorlogsmonumenten in Zuid-Holland

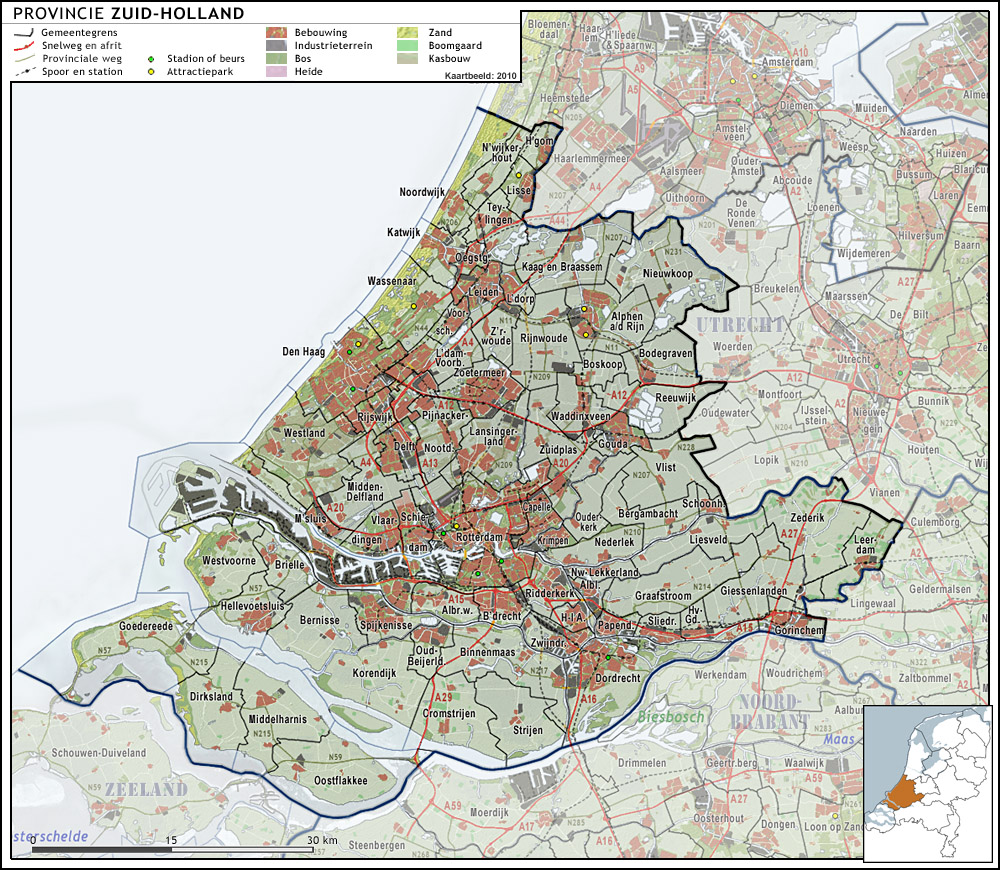
Zuid-Holland

In de volgende gemeenten in Zuid-Holland bevinden zich oorlogsmonumenten:
- Alblasserdam
- Albrandswaard
- Alphen aan den Rijn
- Barendrecht
- Bodegraven-Reeuwijk
- Capelle aan den IJssel
- Delft
- Den Haag
- Dordrecht
- Goeree-Overflakkee
- Gorinchem
- Gouda
- Hardinxveld-Giessendam
- Hendrik-Ido-Ambacht
- Hillegom
- Hoeksche Waard
- Kaag en Braassem
- Katwijk
- Krimpenerwaard
- Krimpen aan den IJssel
- Lansingerland
- Leiden
- Leiderdorp
- Leidschendam-Voorburg
- Lisse
- Maassluis
- Midden-Delfland
- Molenlanden
- Nieuwkoop
- Nissewaard
- Noordwijk
- Oegstgeest
- Papendrecht
- Pijnacker-Nootdorp
- Ridderkerk
- Rijswijk
- Rotterdam
- Schiedam
- Sliedrecht
- Teylingen
- Vlaardingen
- Voorschoten
- Voorne aan Zee
- Waddinxveen
- Wassenaar
- Westland
- Zoetermeer
- Zoeterwoude
- Zuidplas
- Zwijndrecht